# ناقلة الببتيد غاما غلوتاميل
ناقلة الببتيد غاما غلوتاميل((بالإنجليزية: Gamma-glutamyl transpeptidase)‏)اختصارا ( GGTأو GGTP)خاصيته الكيميائية هي( EC 2.3.2.2 )و هو انزيم ينقل غاما غلوتاميل في مجموعات وظيفية تشارك في نقل الأحماض الأمينية عبر الغشاء الخلوي .

## وظيفته
الدور الرئيسي لهذا لانزيم ناقلة الببتيد غاما غلوتاميل، هو في العمليات الايضية.في مصل الدم  .حيث يحفز نقل شوارد غاما غلوتاميل من الجلوتاثيون إلى متقبل قد يكون فيمن الأحماض الأمينية، .و يلعب دورا رئيسيا في دورة غاما غلوتاميل. [3] ويشارك في نقل الأحماض الأمينية عبر الغشاء الخلوي [5 ] و الليكوترين الأيض. [6] و أيضا يشارك الجلوتاثيون في التمثيل الغذائي عن طريق نقل شاردة غلوتاميل إلى مجموعة متنوعة من الجزيئات المتقبلة بما في ذلك المياه، ويساعد السيستين المنتج في الحفاظ على توازن الخلايا من الاكسدة .و يشير ارتفاع مستواه في الدم عادة إلى تعرض خلايا الكبد للضرر أو القناة الصفراوية. [7] [8]

## التفاعل العام
(5L-glutamyl)-الببتيد + 5-L-غلوتاميل الأحماض الأمينية {\displaystyle \rightleftharpoons } 5--غلوتاميل) الببتيد + حمض أميني amino acid

## موقعه
ناقلة الببتيد غاما غلوتاميل موجود في معظم أعضاء الجسم، مثل الكلية (نبيبات الكلى) ،الكبد ،الطحال ، القناة الصفراوية ، البنكرياس ، المرارة ،، القلب ، الدماغ ، و الحويصلات المنوية . [4] ،ولذلك فإن معظم البيليروبين في الدم يكون من منشأ كبدي.

## التطبيقات الطبية
ناقلة الببتيد غاما غلوتاميل لديها العديد من الاستخدامات كعلامة للتشخيص في الطب .ويستخدم في المقام الأول لتشخيص ارتفاع ضغط الدم، حيث يتم فحص هذا الانزيم باستخدام اساليب مختلفة في مختبرات مختلفة.
تتأثَر مستويات ناقلة الببتيد غاما بشدة بأي تغيرات على مستوى وظيفة الكبد.و توجد ناقلة الببتيد غاما بصورة طبيعية بمستويات منخفضة. ولكن عند حدوث ضرر كبدي، يمكن لمستويات ناقلة الببتيد غاما أن ترتفع. ويكون هذا الإنزيم أول إنزيم يرتفع مستواه في الدم عند حدوث انسداد في أيٍ من القنوات الصفراوية التي تحمل الصفراء من الكبد إلى الأمعاء، بسبب حصيات أو أورام،
تزداد تراكيز كلٍ من ناقلة بتيد غاما - غلوتاميل والفسفاتاز القلوية ALP في سياق الأمراض الكبدية، ولكن تزداد ALP وحدها في الأمراض التي تصيب النسيج العظمي. ولذلك، يمكن أن يستخدم اختبار بتيد غاما - غلوتاميل كاختبار مراقبة لارتفاع الفسفاتاز القلوية ALP، فيعرف عن طريقه ما إذا كان ارتفاع ALT ناجم عن مرض كبدي أم عظمي.
ترتفع مستويات انزيم بتيد غاما - غلوتاميل عادة عند تناول الكحول .

## بروتينات بشرية
GGT1؛ GGT2؛ GGT6؛ GGTL3؛ GGTL4؛ GGTLA1؛ GGTLA4؛

## وصلات اضافية
- gamma-Glutamyltransferase في المكتبة الوطنية الأمريكية للطب نظام فهرسة المواضيع الطبية (MeSH).